# The Cat's Out
The Cat's Out (även The Cat's Nightmare) är en amerikansk animerad kortfilm från 1931. Filmen ingår i Silly Symphonies-serien.

## Handling
En kväll är en katt ute och stöter på ett gäng som han genast börjar bråka med. När han sedan lägger sig för att sova drömmer han en mardröm om att fåglarna han tidigare träffade växer och blir stora och att de sedan hämnas på honom.

## Om filmen
I filmen spelas flera klassiska stycken av flera olika kompositörer, bland annat Home, Sweet Home! från 1823 av Henry Rowley Bishop och Sneak från 1922 av Nacio Herb Brown. Även den populära sången For He's a Jolly Good Fellow används.